# キリアン・シルディリア
キリアン・エリク・シルディリア（Kiliann Eric Sildillia、2002年5月16日 - ）は、フランス・モンティニー＝レ＝メス出身のサッカー選手。ブンデスリーガ・SCフライブルク所属。ポジションはDF。

## クラブ経歴
FCメスの下部組織で育成されたが、トップチーム昇格前の2020年6月26日、3年契約でSCフライブルクへ移籍した。
2021年10月16日、ブンデスリーガのRBライプツィヒ戦にて、先発フル出場したことでフライブルクでのトップチームデビューを果たした。

## 代表経歴
2017年から2022年までフランスの世代別代表でプレーし、通算13試合に出場した。

## タイトル

### クラブ
フライブルクII
- レギオナルリーガ・ズュートヴェスト: 2020-21

### 代表
U-23フランス代表
- パリオリンピック銀メダル: 2024